# Podwalnia

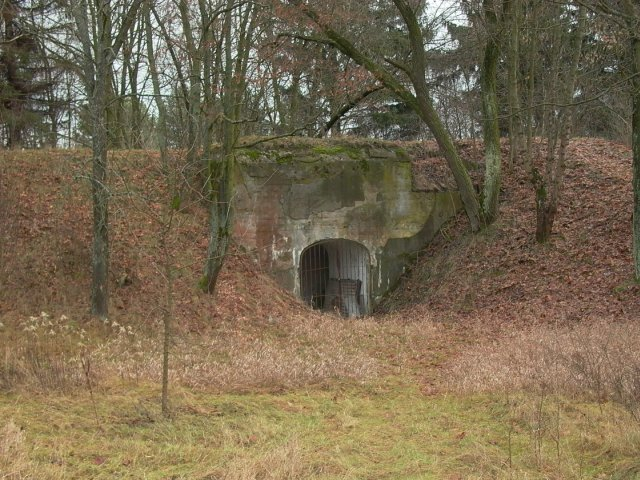
Fort XVI Twierdzy Modlin: jedno z wejść do podwalni

Podwalnia – sklepiony schron murowany lub drewniany umieszczony w wewnętrznym stoku wału, służący jako działobitnia lub izba forteczna, przeznaczony do magazynowania sprzętu strzeleckiego, artyleryjskiego i amunicji, a w czasie walki dla załogi pogotowia. 